# Buxton (Dakota Północna)
Buxton – miasto w Stanach Zjednoczonych, w stanie Dakota Północna, w hrabstwie Traill.